# Hans Olrik
Hans Thorvald Olrik, född den 12 juli 1862 i Köpenhamn, död där den 12 juni 1924, var en dansk historiker och skolman. Han var son till Henrik Olrik, bror till Benedicte (gift Brummer), Dagmar, Eyvind, Axel och Jørgen Olrik.
Olrik blev 1885 teologie kandidat, 1892 filosofie doktor, 1894 titulär professor och 1895 föreståndare för statens lärarhögskola (vars historia 1856–1906 han skildrade). Olrik var sedan 1897 sekreterare i Letterstedtska föreningens danska avdelning samt en av utgivarna av Nordisk tidskrift för vetenskap, konst och industri. Han var 1911–1920 ordförande i Dansk historisk fællesforening.
Olrik ägnade sig särskilt åt studiet av Danmarks kyrkohistoria under medeltiden och författade Knud Lavards Liv og Gjerning (1888), Konge og Præstestand (1–2, till Valdemarstiden, 1892–1895), Danske Helgeners Levned (1893–1894), Absalon (1–2, 1908–1909), Abbed Vilhelm af Æbelholt (1912), Tisvilde og Omegn (1920) samt Ridderliv og Korstogskultur (1921).

## Utmärkelser
- Professors namn,  1894[2]
- Riddare av Dannebrogorden,  1901[2]
- Dannebrogsmännens hederstecken,  1920[2]

[Redigera Wikidata]